# Agnes Fromén
Agnes Valborg Erika Fromén, född 27 december 1868 i Ringarum, död 19 oktober 1956 i Manteno, Illinois, var en svensk-amerikansk skulptör.
Hon var dotter till sjökaptenen Johan Fredrik Fromén och Erika Jaensdotter. Efter några års vistelse i Australien kom Fromén till Paris där hon bedrev konststudier. Efter något år reste hon till Amerika där hon studerade skulptur vid Chicago Art Institute. Hon medverkade i en rad av de svensk-amerikanska utställningarna i Chicago och i National Sculpture Society's salong på Panama-Pacificutställningen i San Francisco 1915. Hon prisbelönades 1912 av Chicago Municipal League för sin fontän Källan utförd i marmor, den köptes senare in av Chicago konstmuseum och hon belönades senare med första pris för indianfiguren Pilens flykt. Hon är representerad vid olika museer i USA och med en byst av Washington vid Irving school i Bloomington i Illinois.